# Hiragana
Hiragana (平仮名, letterlijk 'alledaagse kana', meestal geschreven als ひらがな) is een van de drie schrifttypen die samen het Japanse schrift vormen. De andere twee zijn kanji en katakana. Het is een syllabisch schrift bestaande uit 46 basiskarakters, enkele geaccentueerde karakters en een aantal combinatiekarakters. Hiragana is vrij eenvoudig te leren. Alle Japanse woorden kunnen in hiragana worden geschreven en hiragana is het eerste schrift dat kinderen in Japan wordt geleerd.

## Etymologie
Het woord hiragana is de romaji-transliteratie van de kanji 平仮名. De eerste kanji 平 [hira] is het adjectief "gewoon" in de kun-lezing. De tweede kanji 仮 [kari] is het adjectief "tijdelijk" eveneens in de kun-lezing. De derde kanji 名 [na] is het zelfstandig naamwoord "naam" ook in de kun-lezing. De kanji 仮名 worden gezamenlijk uitgesproken als [kana] "tijdelijke naam", het partikel '-ri-' wordt weggelaten vanwege een historische samentrekking. 仮名 [kana] volgt op 平 [hira], daarmee staat kana op secundaire positie in de samenstelling 平仮名. Omdat de 'k' in kana een stemloze velaire plosief betreft, wordt rendaku toegepast. Hierbij wordt een stemloze plosief omgezet naar de fonologische tegenhanger, een stemhebbende velaire plosief. Daarom wordt 平仮名 [hiragana] uitgesproken als hiragana. Hiragana kan grofweg worden vertaald als: "gewoon tijdelijk teken" maar wordt standaard vertaald in het Nederlands als alledaagse kana.

## Geschiedenis

Oorsprong van hiragana:
boven: Chinees regulier schrift
midden (rood): cursief schrift
onder: tegenwoordige hiragana

De oorsprong van het hiragana ligt in fonetische Chinese karakters. Deze vroege hiragana werd niet door iedereen erkend: veel mannen gebruikten kanji, omdat ze dat als het schrift van hogeropgeleiden zagen. Hiragana werd voornamelijk door vrouwen gebruikt, vooral omdat vrouwen geen toegang hadden tot de hogere opleidingen. Veel literatuur die door vrouwen werd geschreven, werd genoteerd in uitsluitend hiragana, waardoor het in het Japans ook wel de bijnaam onnade (letterlijk "vrouwenhand") had.
Pas later won hiragana aan populariteit ten koste van katakana, dat nu bijna alleen nog voor dierennamen en de transliteratie van buitenlandse woorden gebruikt wordt.
In het jaar 1900 werden de karakters voor gebruik in scholen definitief vastgesteld. Twee nauwelijks meer gebruikte hiragana- en katakanatekens werden kort na de Tweede Wereldoorlog afgeschaft. Beide schriftsoorten hebben daarom tegenwoordig nog maar 46 basiskarakters, hoewel de benaming van deze tekensets nog steeds "Gojūon" (50 klanken) luidt [hiragana no gojūon en katakana no gojūon].

## Beschrijving
Een teken in hiragana geeft een mora weer, een medeklinker gevolgd door een klinker; bijvoorbeeld 'na', een klinker apart, zoals 'e', of het karakter ん dat in het Nederlands klinkt als 'n' of 'm'. Dit karakter wordt de 'syllabische n' genoemd.
In de dagelijkse praktijk worden in het Japans kanji (Chinese tekens) gebruikt, samen met hiragana voor verbuigingen en vervoegingen (onder andere naamvallen), voor verbindingswoorden en voor woorden waarvoor geen kanji beschikbaar zijn.
Voor de transcriptie van buitenlandse woorden wordt katakana gebruikt.
Omdat vrijwel alle Japanners hiragana kunnen lezen, kan het ook worden gebruikt voor karakters die normaal gesproken in kanji zouden worden geschreven, maar waarvoor de schrijver het kanji-teken niet kent. In een Japanse krant is het percentage kanji-tekens vrij groot: hierdoor kunnen Chinezen, die alleen de kanji-tekens kennen, de artikelen een heel klein beetje begrijpen. Voor eenvoudigere teksten wordt het percentage hiragana steeds groter en teksten voor jongere kinderen worden helemaal in hiragana genoteerd.
Zelfs voor mensen die geen Chinees of Japans kunnen lezen, kan de aanwezigheid van hiragana eenvoudig worden gebruikt om een stuk tekst als Japans te herkennen (en te onderscheiden van Chinees).

## Hepburn-romanisatie van het hiragana-schrift
Hieronder staat een overzicht van de hiragana schrifttekens met de transliteratie volgens het Hepburnsysteem, wat onder meer inhoudt dat medeklinkers op z'n Engels worden uitgesproken en klinkers als Italiaans.
Opmerking: Als er Japanse tekens op de computer zijn geïnstalleerd, kunnen de volgende tabellen met hiragana worden bekeken, samen met hun Hepburn-romanisatie.
Tekens die in onbruik zijn geraakt staan tussen haakjes en op een grijze achtergrond.
| あ a  | い i      | う u   | え e      | お o    |           |           |           |
|       |           |        |           |         |           |           |           |
| か ka | き ki     | く ku  | け ke     | こ ko   | きゃ kya  | きゅ kyu  | きょ kyo  |
| さ sa | し shi    | す su  | せ se     | そ so   | しゃ sha  | しゅ shu  | しょ sho  |
| た ta | ち chi    | つ tsu | て te     | と to   | ちゃ cha  | ちゅ chu  | ちょ cho  |
| な na | に ni     | ぬ nu  | ね ne     | の no   | にゃ nya  | にゅ nyu  | にょ nyo  |
| は ha | ひ hi     | ふ fu  | へ he     | ほ ho   | ひゃ hya  | ひゅ hyu  | ひょ hyo  |
| ま ma | み mi     | む mu  | め me     | も mo   | みゃ mya  | みゅ myu  | みょ myo  |
| や ya |           | ゆ yu  |           | よ yo   |           |           |           |
| ら ra | り ri     | る ru  | れ re     | ろ ro   | りゃ rya  | りゅ ryu  | りょ ryo  |
| わ wa | (ゐ wi/i) |        | (ゑ we/e) | を o/wo |           |           |           |
|       |           |        |           | ん n    |           |           |           |
|       |           |        |           |         |           |           |           |
| が ga | ぎ gi     | ぐ gu  | げ ge     | ご go   | ぎゃ gya  | ぎゅ gyu  | ぎょ gyo  |
| ざ za | じ ji     | ず zu  | ぜ ze     | ぞ zo   | じゃ ja   | じゅ ju   | じょ jo   |
| だ da | ぢ ji     | づ zu  | で de     | ど do   | (ぢゃ ja) | (ぢゅ ju) | (ぢょ jo) |
| ば ba | び bi     | ぶ bu  | べ be     | ぼ bo   | びゃ bya  | びゅ byu  | びょ byo  |
| ぱ pa | ぴ pi     | ぷ pu  | ぺ pe     | ぽ po   | ぴゃ pya  | ぴゅ pyu  | ぴょ pyo  |

Het Japans heeft ook tweeklanken (diftongen). Deze worden in deze notatie weergegeven als ō ā ii ei en ū. De standaard hiragana notaties voor deze tweeklanken zijn echter, ou, aa, ii, ei en uu (bijvoorbeeld せんせい (sensei)).

## Pennenstreekvolgorde en schrijfrichting
De volgende tabel toont de schrijfmethodiek van elk hiraganakarakter. De nummers en pijlen geven respectievelijk de pennenstreekvolgorde en -richting aan.

Japanse literatuur · Japanse dichtkunst · Japanse woorden met Nederlandse oorsprong